# 墨西哥炖肉
墨西哥炖肉（西班牙語：birria）是一道源自墨西哥哈利斯科州的传统炖肉菜肴，可选用羊肉、牛肉、鸡肉等多种肉类烹饪。肉类先在由醋、干辣椒、蒜、香草、香料等调成的酱汁中腌泡，再放入汤中慢饨而成。
墨西哥炖肉传统上常在各种庆典场合供应，通常搭配玉米饼、洋葱、香菜、青柠等一同食用。
供应墨西哥炖肉的餐厅或路边摊（西班牙语中称为“birrierias”）遍布墨西哥各地，尤其在哈利斯科州与米却肯州随处可见。邻近的阿瓜斯卡连特斯州、萨卡特卡斯州、科利马州等地则有该菜肴的不同变种。